# Aljaksandra Pan'kina
Aljaksandra Jur"eŭna Pan'kina (in bielorusso Аляксандра Юр'еўна Панькіна?; in russo Александра Юрьевна Панкина?, Aleksandra Jur'evna Pankina; Bychaŭ, 2 gennaio 1972) è un'ex canottiera bielorussa che ha gareggiato per la nazionale del suo paese nella seconda metà degli anni 90. Medaglia di bronzo alle Olimpiadi estive del 1996 ad Atlanta e argento durante i Campionati mondiali di canottagio, tra il 1995 e il 1998, è stata insignita dell'onorificenza Maestro benemerito dello sport della Repubblica di Bielorussia.

## Biografia
Nata nella città di Bychaŭ, nella regione di Mahilëŭ, nella Repubblica sovietica bielorussa, da bambina si è dedicata all'atletica leggera. Ha partecipano a gare di salto in alto e di lancio del peso, ma a causa di un grave infortunio al ginocchio è stata costretta ad abbandonare queste discipline. Successivamente ha deciso di cimentarsi nel canottaggio, allenandosi presso la Mogilev State Olympic Reserve School, sotto la guida di Vasilij Popov.
Si è laureata in educazione fisica nel 1999 presso l'Università statale bielorussa.
Sposata con il vogatore bielorusso Igor Zuborenko (6º posto alle Olimpiadi estive di Seul 1988 e vincitore dei Goodwill Games nel 1990), hanno un figlio, Anton, nato nel 2002.

## Carriera

### Nazionale
Ha ottenuto il suo primo successo importante nel 1991, diventando campionessa della Spartachiadi dei popoli dell'URSS nel 1991, come parte del team bielorusso di quattro di coppia formato da Khodotovich, Chlopcava, Titova, Pan'kina. Nel 1995, è stata selezionata per la squadra nazionale della Bielorussia e ha gareggiato ai Campionati del mondo nella città finlandese di Tampere a otto remi con un timoniere, dove l'equipaggio bielorusso ha conquistato il 5º posto, quadagnandosi la qualifica ai Giochi Olimpici del 1996 ad Atlanta, negli Stati Uniti. La squadra, che comprendeva anche i vogatori Marina Znak, Natalya Volchek, Elena Mikulich, Valentina Skrabatun, Natalya Stasyuk, Tamara Davydenko, Natalya Lavrinenko e il timoniere Yaroslava Pavlovich, ha vinto una medaglia di bronzo nella classe otto con timoniere, dietro agli equipaggi provenienti da Romania e Canada. Per questo risultato, le è stato conferito il titolo onorifico di "Maestro onorato dello sport della Repubblica di Bielorussia".
Ai Campionati mondiali del 1997, svolti nella Savoia francese, nella classe dei doppio quattro, si è classificata 5ª e al successivo Campionato del mondo a Colonia nel 1998 è stata ottava, nella stessa disciplina. Nel 1998 Pan'kina ha vinto la medaglia d'argento della Coppa del mondo nel doppio quadruplo femminile.

### Allenatrice e altro
Dopo aver completato la sua carriera sportiva, ha lavorato come allenatrice di canottaggio nella società di educazione fisica e sportiva Spartak, per passare poi ad una scuola di sport per bambini e giovani. Dal 2005 al 2013 ha lavorato come capo specialista del dipartimento di cultura fisica, sport e turismo del Comitato esecutivo della città di Mahilëŭ. Da settembre 2013 è vicedirettrice per le principali attività del Mogilev Regional Complex Center, una scuola di riserva olimpica. 

## Palmarès

### Olimpiadi
- 1 medaglia:
  - 1 bronzo (Atlanta 1996 nel otto con)[4]

### Mondiali
- 1 medaglia:
  - 1 argento (Colonia 1998 nel quattro di coppia)[5]